# Horst Wrobel

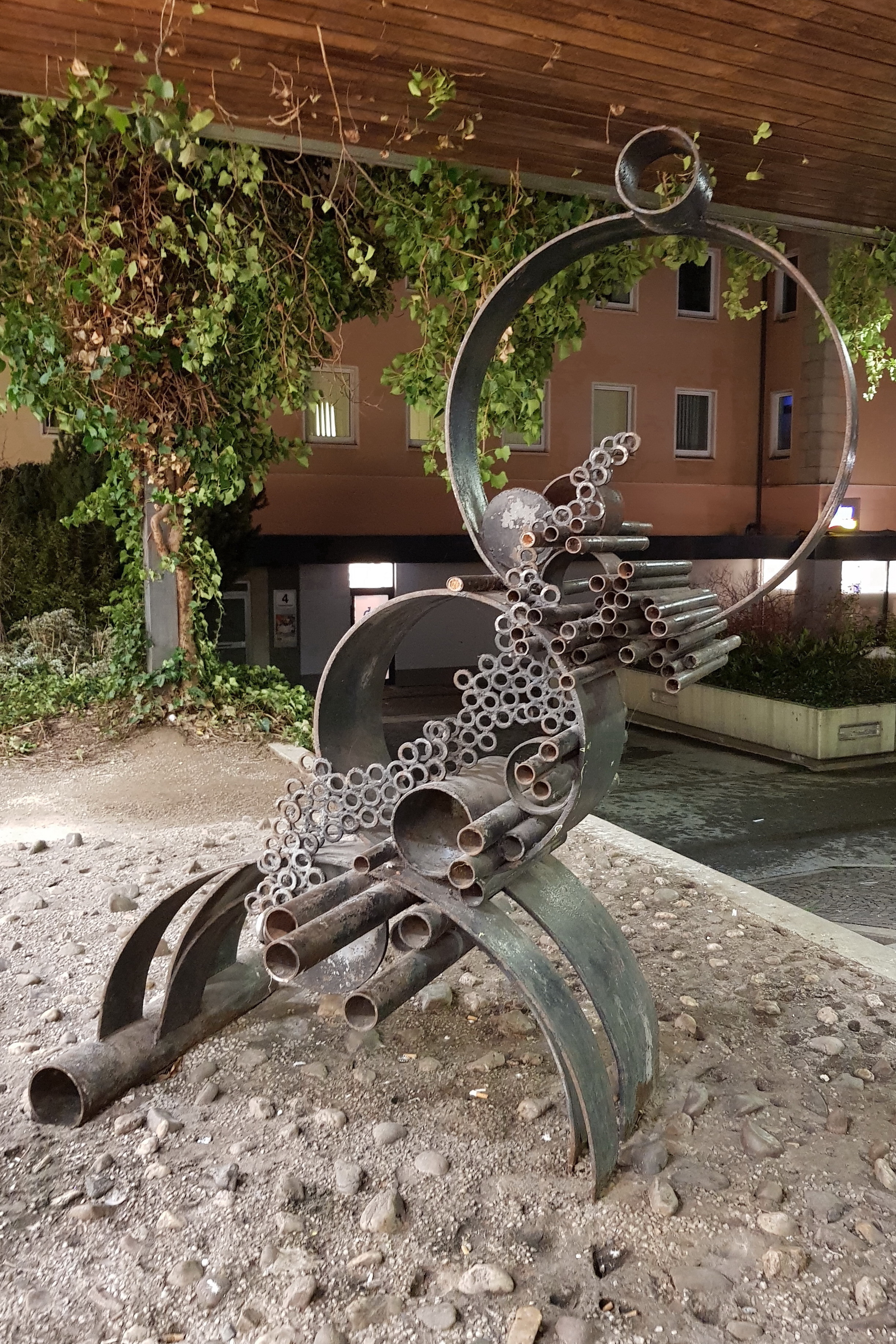
Skulptur Das Röhrchen (1969) von Horst Wrobel in Iserlohn

Horst Wrobel (* 17. März 1935 in Hindenburg, Oberschlesien; † 1. September 2022 in Gifhorn) war ein deutscher Museumsgründer und Designer.

## Leben
Der gelernte Dekorateur lebte in den 1950er Jahren mit seiner Frau Renate in Braunschweig, wo er bei Karstadt als Dekorateur arbeitete. 1967 zog er mit seiner Familie nach Hemer, von dort aus war er bis 1973 bei Karstadt in Iserlohn tätig und schuf auch mehrere Skulpturen.
1974 gründete er zusammen mit seiner Familie im Heideort Suhlendorf (Landkreis Uelzen) das dortige Internationale Mühlenmuseum. Als das Museumsgrundstück in Suhlendorf nicht die von Wrobel gewünschten Erweiterungsmöglichkeiten bot, eröffneten sie 1980 das Internationale Mühlenmuseum in Gifhorn. Später gründete Wrobel dort mit Unterstützung namhafter in- und ausländischer Politiker sowie Kirchenvertreter das Kulturinstitut „Die Brücke“.
Am 20. August 2007 erhielt Wrobel vom Land Niedersachsen das Verdienstkreuz am Bande.